# 다리털

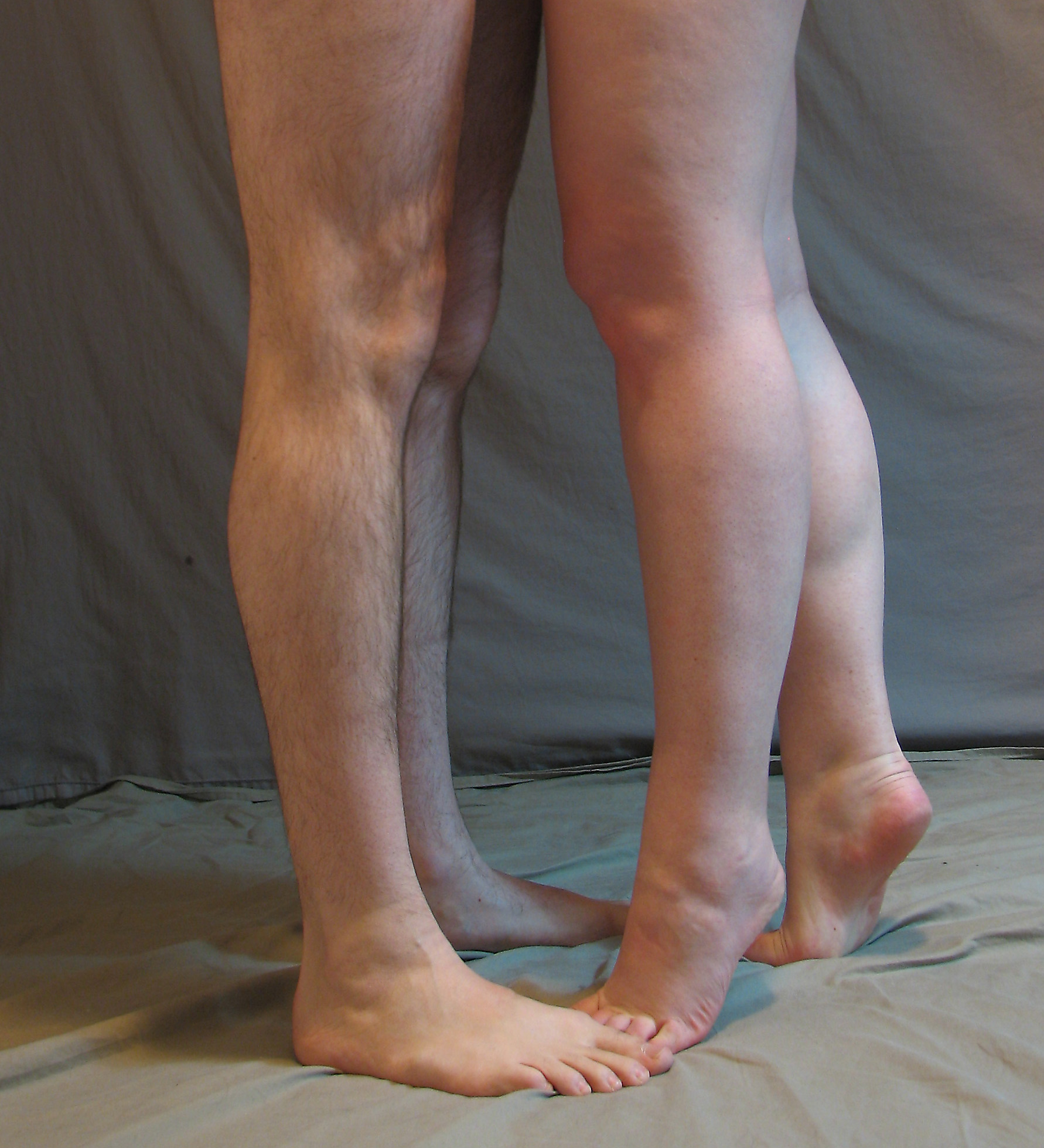
남성 (왼쪽)과 여성 (오른쪽)의 다리털

다리털은 일반적으로 나타나는 인간의 다리에서 자라는 털이다. 위생, 미학, 스포츠 등을 이유로 일부 사람들은 면도, 왁스, 제모 크림 등을 사용하여 다리 면도를 하기도 한다.
기네스 세계기록에 따르면, 세계에서 가장 긴 다리털을 가진 사람은 미국 애리조나주 투손의 제이슨 앨런으로, 8.84 인치 (22.46cm)이다.

## 같이 보기
- 턱수염
- 수염
- 음모 (생리학)
- 털
- 조모증